# Музей комп'ютерної історії
Музе́й комп'ю́терної істо́рії — музей історії обчислювальної техніки в Маунтін-В'ю, Каліфорнія.

## Історія створення

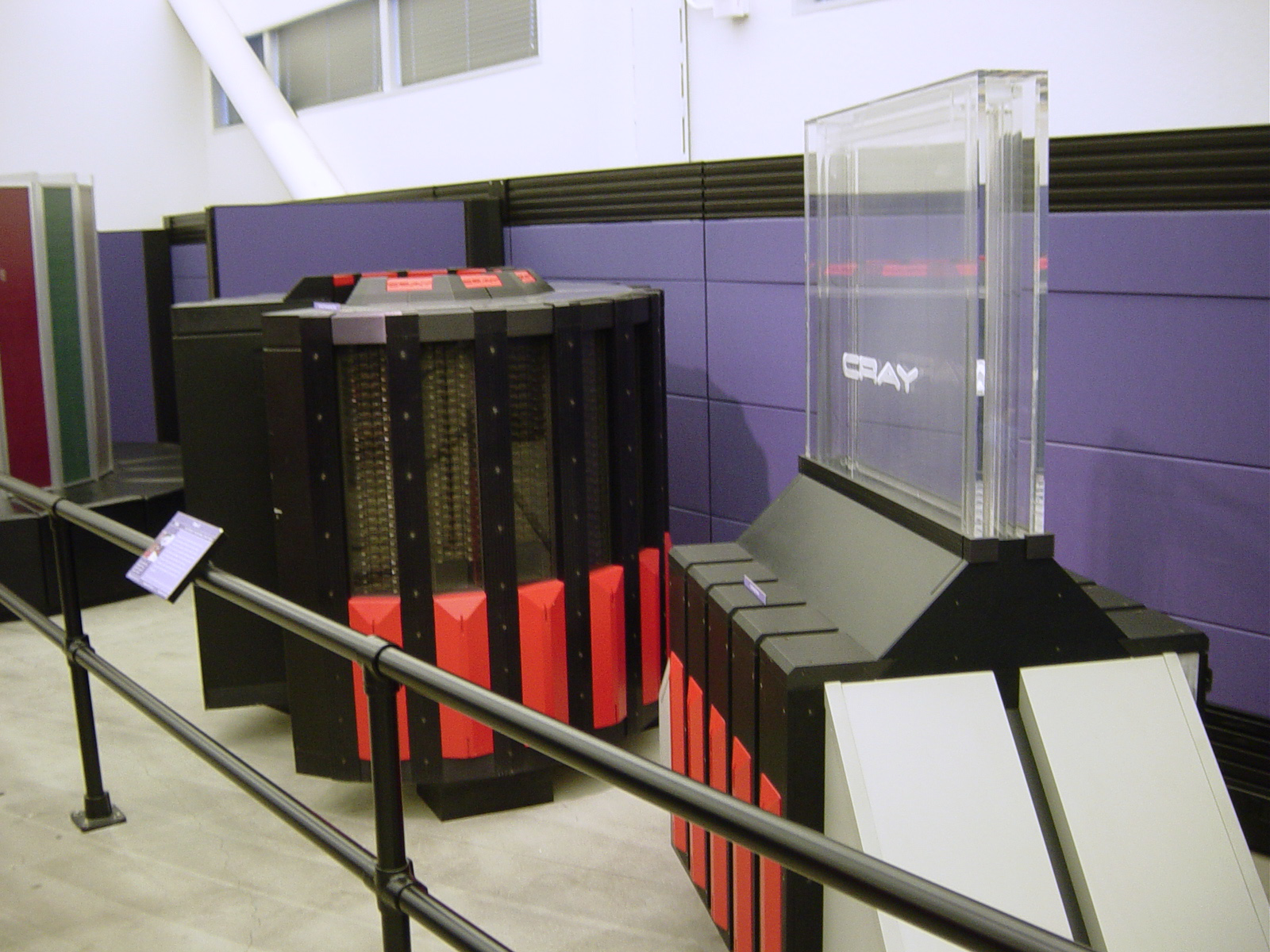
Суперкомп'ютер Cray-2

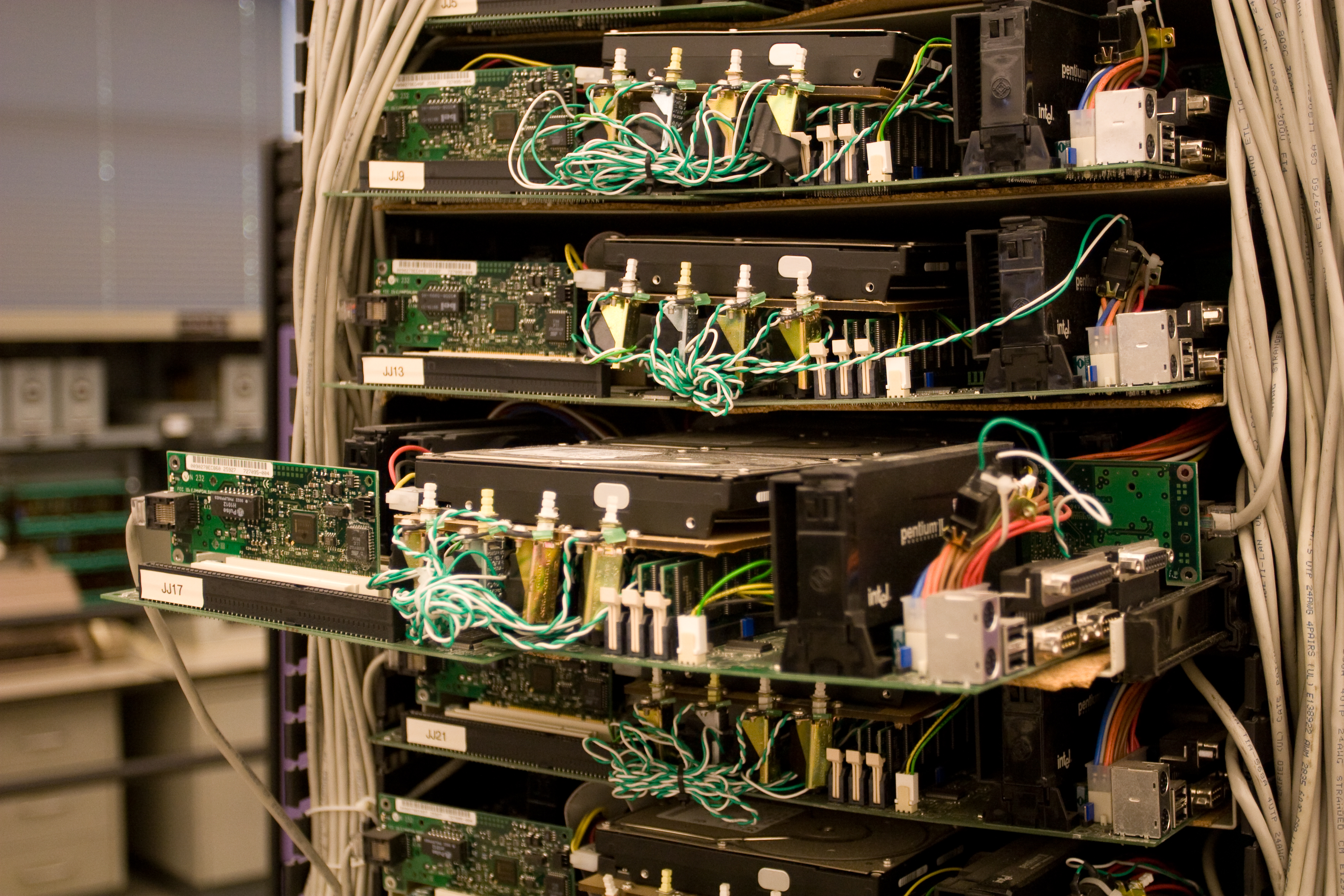
Сервер компанії Google

Музей було створено в 1996 році в місті Маунтін-В'ю, штат Каліфорнія, на основі експонатів Комп'ютерного музею Бостона. Спочатку колекція перебувала в Moffett Air Field (Каліфорнія) і була західною філією Комп'ютерного музею Бостона. У 1999 році музей у Бостоні закрився і його колекція була розділена між Музеєм науки в Бостоні і музеєм в Маунтін-В'ю. У 2001 році музей отримав свою сучасну назву - Музей комп'ютерної історії. У 2002 році музей переїхав до нового будинку, який раніше належав фірмі Silicon Graphics і в червні 2003 року відкрився для широкої публіки на новому місці.

## Експозиція
У цей час експозиція музею складається з трьох відділів:
- Віхи в історії обчислювальної техніки і технології зберігання інформації;
- Історія програмного забезпечення та комп'ютерних шахів;
- Винаходи зроблені компаніями та окремими людьми в Кремнієвій долині.

Є також відділ тимчасових експозицій.
Музей відчинений для відвідувачів у середу, четвер, п'ятницю, суботу і неділю. Вхід вільний, проводиться збір пожертв.

## CHM Fellow Awards
Computer History Museum Fellow Awards або CHM Fellow Awards — почесне звання (членство), засноване Музеєм комп'ютерної історії у 1987 році для відзначення осіб, «чиї ідеї змінили світ» (англ. whose ideas have changed the world). Цього звання удостоюють живих на момент нагородження людей, які зробили значний внесок у розвиток інформаційних технологій (комп'ютерних мереж, програмного забезпечення, носіїв інформації, мов програмування), що реально вплинули на життя кожної людини сьогодні.